# Taxodiomyia cupressiananassa
Taxodiomyia cupressiananassa är en tvåvingeart som först beskrevs av Osten Sacken 1878.  Taxodiomyia cupressiananassa ingår i släktet Taxodiomyia och familjen gallmyggor.
Artens utbredningsområde är Tennessee. Inga underarter finns listade i Catalogue of Life.